# 南海遊
南海 遊（みなみ あそゔ、1986年 -）は、日本の小説家。秋田県横手市出身、岩手県盛岡市在住。

## 経歴・人物
2014年ごろより、小説投稿サイト「小説家になろう」で活動を開始。2018年、同サイトに投稿していた「傭兵と小説家」を星海社FICTIONS新人賞に投稿したところ、第24回（2018年夏）の星海社FICTIONS新人賞座談会で受賞が決定。翌年、『傭兵と小説家』として刊行、作家デビューした。盛岡文士劇にも出演している。2025年、『永劫館超連続殺人事件 魔女はXと死ぬことにした』で第25回本格ミステリ大賞（小説部門）候補。

## ミステリ・ランキング
- このミステリーがすごい!
  - 2025年 - 『永劫館超連続殺人事件 魔女はXと死ぬことにした』12位

- 本格ミステリ・ベスト10
  - 2025年 - 『永劫館超連続殺人事件 魔女はXと死ぬことにした』5位

- ミステリが読みたい!
  - 2025年 - 『永劫館超連続殺人事件 魔女はXと死ぬことにした』11位

## 作品リスト

### 単行本
- 『傭兵と小説家』（星海社FICTIONS、2019年7月）
- 『傭兵と小説家 II The Doll Across The Horizon.』（星海社FICTIONS、2021年4月）
- 『永劫館超連続殺人事件 魔女はXと死ぬことにした』（星海社FICTIONS、2024年3月）
- 『パンドラブレイン 亜魂島殺人（格）事件』（星海社FICTIONS、2025年2月）

### 電子書籍
- 『箒の騎士1 アウトハウス・ビースト 』（小学館e-Books、2021年5月）
- 『箒の騎士2 コンチネンタル・パイレーツ』（小学館e-Books、2021年7月）
- 『箒の騎士3 バレエ・メカニック前篇』（小学館e-Books、2021年9月）
- 『箒の騎士4 バレエ・メカニック後篇』（小学館e-Books、2021年11月）

### 雑誌掲載作品
- 「潮風の速さはどれくらい」 - 『rakra』vol.108〔2021年11・12月号〕（川口印刷工業株式会社ラ・クラ編集室）より連載中

### その他
- 『ユビキタスの孤独』『キリコの切願』（いわてアートプロジェクト特別展「Mute」、2022年9月）